# Жан Гай Готьє
Жан Гай Готьє (фр. Jean-Guy Gautier; 30 грудня 1875, Жарнак — 23 жовтня 1938, Коньяк) — французький регбіст, олімпієць. Він здобув золоту медаль під час літніх Олімпійських ігор 1900 року в Парижі, чемпіон Франції в 1900 і 1902 роках.

## Спортивна кар'єра
Під час своєї кар'єри репрезентував клуби: Олімпік, Стад Франсе, Стад Бордле, Коньяк. Разом з Олімпік, два рази побував в фіналі чемпіонату Франції. Команда програла в 1895 і виграла рік пізніше. Жан Гай Готьє став чемпіоном другий раз разом із Стад Франсе в 1901 році.
Разом із іншими паризькими спортсменами взяв участь у змаганнях з регбі на літніх Олімпійських іграх 1900. Виступив у двох змаганнях, коли 14 жовтня команда Франції отримала перемогу над Німеччиною з рахунком 27:17. Два тижні пізніше, вони здобули перемогу над Великою Британією з рахунком 27:8. Вигравши ці два найважливіші поєдинки, Франція отримала золоту медаль.